# Equador nos Jogos Olímpicos
O Equador competiu em 11 Jogos Olímpicos de Verão e 2 Olimpíadas de Inverno. A nação da América do Sul ganhou sua primeira medalha olímpica quando Jefferson Pérez ganhou a medalha de ouro nos 20 km da Marcha Atlética masculina. O Comitê Olímpico Equatoriano foi criado em 1948 e reconhecido pelo COI em 1959.

## Medalhistas
| Medalha          | Nome            | Jogos        | Esporte   | Evento                                                                          |
| ---------------- | --------------- | ------------ | --------- | ------------------------------------------------------------------------------- |
| Medalha de ouro  | Jefferson Pérez | 1996 Atlanta | Atletismo | 20 km marcha atlética masculina                                                 |
| Medalha de prata | Jefferson Pérez | 2008 Pequim  | Atletismo | Atletismo nos Jogos Olímpicos de Verão de 2008 - 20km marcha atlética masculina |